# Bonjour Maître
Bonjour Maître is een hoorspel van Willem G. van Maanen. De AVRO zond het uit op donderdag 18 maart 1976, van 21:50 uur tot 23:00 uur. De regisseur was Dick van Putten.

## Rolbezetting
- Ab Abspoel (Stéphane Colin, Le Gris & Paul Marcelin)
- Fé Sciarone (Jeanne Marcelin)
- Hans Karsenbarg (Pierre Marcelin)
- Frans Somers (Granville)
- Hans Hoekman (François)
- Willy Ruys (Henri)
- Els Buitendijk (Claudine)
- Brûni Heinke (een interviewster)
- Ad Hoeymans (een violist)
- Elly Verbiest-den Haring (een celliste)
- Joop van der Donk (mannenstem)
- Pollo Hamburger (mannenstem)
- Nora Boerman (een verpleegster)

## Inhoud
De titel van dit hoorspel slaat op de aanspreektitel van een der hoofdpersonen, de dirigent Stéphane Colin. Deze eist van iedereen dat hij zo wordt genoemd. Als dirigent is hij bekend en geliefd, privé komt hij aanzienlijk moeilijker over. Een andere hoofdpersoon in dit spel is Paul Marcelin, een handig en succesvol advocaat. Maar ook hij heeft moeilijkheden in zijn privé-leven. Het komt zelfs zover dat hij zijn vrouw vermoordt. Een sleutelfiguur in dit drama is Granville, die op zekere dag Colin tegenkomt en zich voorstelt als een vroegere schoolvriend. Colin kan zich echter niets herinneren, terwijl Granville dingen van hem weet die niemand kan weten, daarbij Colin steeds aansprekend met Marcelin. Een vorm van schizofrenie? Deze hele historie wordt ons gepresenteerd door ene Le Gris, die beweert de rechter te zijn  geweest die Marcelin (of Colin?) heeft veroordeeld...